# Lycodon zawi
Espèce
Statut de conservation UICN

 LC  : Préoccupation mineure
Lycodon zawi est une espèce de serpent de la famille des Colubridae.

## Répartition
Cette espèce se rencontre :
- au Bangladesh ;
- en Birmanie ;
- dans le nord-est de l'Inde.

## Description
Dans leur description les auteurs indiquent que cette espèce mesure en moyenne 48 cm dont 8,5 cm pour la queue. Son dos est noir brunâtre avec des bandes transversales blanches, bien marquées dans la partie antérieure du corps mais moins prononcées dans la partie postérieure. Sa face ventrale est crème taché de sombre.

## Étymologie
Son nom d'espèce, zawi, lui a été donné en l'honneur de U Khin Maung Zaw, directeur de la Myanmar Nature and Wildlife Conservation Division, qui a fourni à l'équipe une aide précieuse lors de leur étude de l'herpétofaune de Birmanie.

## Publication originale
- Slowinski, Pawar, Win, Thin, Gyi, Oo & Tun, 2001 : A new Lycodon (Serpentes: Colubridae) from Northeast India and Myanmar (Burma). Proceedings of the California Academy of Sciences, ser. 4, vol. 52, p. 397-405 (texte intégral).